# FOR YOU (야마시타 타츠로의 음반)
《FOR YOU》는 1982년 1월 21일에 발매된 일본의 싱어송라이터 야마시타 타츠로의 여섯 번째 스튜디오 음반이다.
이 음반은 크게 성공한 덕분에 녹음을 둘러싼 환경도 많이 바뀌어 1970년대에는 음반용으로 십여 곡 녹음하는 게 고작이었지만 1981년 새 음반을 위해 녹음한 곡은 모두 27개이다. 예산이나 시간 걱정 없이 원하는 만큼 녹음하고 싶다는 슈가 베이브 시절부터의 꿈이 이 음반으로 드디어 이뤄졌다.

## 배경
1980년, 싱글 〈RIDE ON TIME〉이 히트를 쳤고, 같은 이름의 음반이 되었다. 그 결과, 그는 1981년 라이브 콘서트에 자주 참석하였다. 다음 음반에 대한 계획을 세우는 것은 어려웠지만, 그의 멤버들은 라이브 공연을 하면서 계속해서 발전했다. 이전 음반에서의 성공과 함께, 야마시타는 "이번 음반은 예산과 시간에 구애받지 않고 원하는 만큼 녹음하고 싶었던 슈가 베이브 시절의 꿈을 마침내 이뤄낸다"고 말했다.
1982년에 발매된 이 음반은 오리콘 LP 차트 1위, CT 차트 2위를 기록하며 그의 두 번째 히트 스튜디오 음반이 되었다. 이 음반은 또한 AIR/RVC 레이블로 된 그의 마지막 스튜디오 음반이었다. 같은 해 4월 6일 타케우치 마리야와 결혼한다. 그리고 원래 노래 〈MORNING GLORY〉는 타케우치 마리야의 음 《Miss M》을 위해 작곡되었다. 〈SPARKLE〉과 〈LOVELAND, ISLAND〉 두 곡 모두 산토리 맥주 광고의 광고 곡으로 사용되었다. 한편, 〈YOUR EYES〉는 스가와라 분타 주연의 니폰 수산의 CF 곡으로 사용되었다.
이 시기에는 이동 중에도 음악이 충분한 오디오 품질을 유지할 수 있도록 차량 오디오와 워크맨 장치가 발전했다. 이 음반은 "여름, 바다, 타츠로!"라는 슬로건을 만들어 "여름 노래남"이라는 이미지를 공식적으로 굳히면서 리조트 팝의 느낌을 강화하기 위해 제작되고 홍보되었다. 원래, 야마시타는 나가이 히로시에게 음반 커버를 부탁할 생각이었다. 하지만 그 당시, 그는 이미 오타키 에이이치의 음반 《A LONG VACATION》의 음반 커버 작업을 하기로 결정했다. 스즈키 에이진은 대신 음반 커버 아트를 작업했다. 스즈키에게는 그 2년 전부터 관심이 있어 언젠가 그려 달라고 생각하고 있었는데 음반 재킷의 제안이 아직 어디에서도 오지 않았다는 것이 야마시타 자신이 매우 행운이었다고 되돌아보고 있어 스즈키에게도 초기의 대표작 중 하나가 되었다. 야마시타에 따르면 오픈카 세트에 의한 음반 속 봉지 사진은 도쿄후생연금회관 옆 주차장에서 촬영됐으며, 배후 엑스트라는 문화복장학원 당시 학생들이라고 한다.

## 곡 목록
작사는 모두 특별한 언급이 없는 한 요시다 미나코가 맡았고, 작곡은 모두 야마시타 타츠로가 맡았다.
| #  | 제목                    | 작사            | 재생 시간 |
| -- | ----------------------- | --------------- | --------- |
| 1. | 〈SPARKLE〉             |                 | 4:13      |
| 2. | 〈MUSIC BOOK〉          |                 | 5:08      |
| 3. | 〈INTERLUDE A Part I〉  | 기악            | 0:23      |
| 4. | 〈MORNING GLORY〉       | 야마시타 타츠로 | 3:28      |
| 5. | 〈INTERLUDE A Part II〉 | 기악            | 0:25      |
| 6. | 〈FUTARI〉              |                 | 5:46      |

| #  | 제목                              | 작사            | 재생 시간 |
| -- | --------------------------------- | --------------- | --------- |
| 1. | 〈LOVELAND, ISLAND〉              | 야마시타 타츠로 | 4:29      |
| 2. | 〈INTERLUDE B Part I〉            | 기악            | 0:16      |
| 3. | 〈LOVE TALKIN' (Honey It's You)〉 |                 | 5:50      |
| 4. | 〈HEY REPORTER!〉                 | 야마시타 타츠로 | 5:33      |
| 5. | 〈INTERLUDE B Part II〉           | 기악            | 0:17      |
| 6. | 〈YOUR EYES〉                     | 앨런 오데이     | 3:14      |